# Andrij Kljestow
Andrij Andrijowytsch Kljestow (ukrainisch Андрій Андрійович Клєстов, englische Transkription: Andriy Klestov; * 14. Oktober 1997 in Donezk) ist ein ukrainischer Billardspieler, der vorrangig in der Billardvariante Pyramide antritt.
Der Jugendweltmeister von 2014 wurde bislang sechsmal ukrainischer Meister und erreichte 2019 das Finale des Kremlin Cup. Daneben gewann er sieben nationale Meistertitel im Poolbillard und wurde 2024 ukrainischer Meister in der Snookervariante 6-Red-Snooker.

## Leben
Andrij Kljestow wurde 1997 in Donezk geboren. Aufgrund des Kriegs in der Ostukraine zog seine Familie 2014 nach Saporischschja, wo er ein Jahr später die Schule beendete. Seit 2015 lebt er in Kyjiw, wo er an der Nationalen Taras-Schewtschenko-Universität studierte.
Sein Vater Andrij S. Kljestow spielt ebenfalls Billard.
Er ist seit 2021 mit Anna Kljestowa (geb. Kotljar) verheiratet, die er bei Billardturnieren in Kyjiw kennenlernte. Sie sind Eltern einer Tochter (* 2023).

## Karriere

### Pyramide
Andrij Kljestow kam durch seinen Vater, der ihn gelegentlich zum Billardspielen mitnahm, zum Billard und nahm ab 2009 regelmäßig an den ukrainischen Jugendmeisterschaften in der Billardvariante Pyramide teil. Seine ersten Podestplatzierungen erreichte er 2012, als er in den Disziplinen Dynamische Pyramide und Kombinierte Pyramide den dritten Rang belegte. Im selben Jahr erzielte er auch seine ersten Achtungserfolge im Erwachsenenbereich. So erreichte er bei einem Turnier des ukrainischen Pokals das Viertelfinale und bei der ukrainischen Freie-Pyramide-Meisterschaft das Achtelfinale. Im Dezember 2012 gewann er in Donezk den Hermes Open Cup, nachdem er unter anderem Oleksandr Bojko besiegt hatte.
Anfang 2013 gewann Kljestow durch einen 4:0-Finalsieg gegen Serhij Kowalenko die Meisterschaft der Oblast Donezk in der Kombinierten Pyramide. Im Oktober 2013 spielt er erstmals bei der Freie-Pyramide-Jugendweltmeisterschaft mit, blieb dort aber sieglos. Im selben Jahr gewann er zudem erstmals den ukrainischen Jugendpokal.
Nachdem er in der Dynamischen Pyramide im Halbfinale ausgeschieden war, wurde Kljestow im Juli 2014 ukrainischer Jugendmeister im Triathlon und in der Kombinierten Pyramide. Wenig später zog er bei der Kombinierte-Pyramide-Jugend-WM ins Halbfinale ein und unterlag dem Kirgisen Tschyngys Dscholotschijew (2:5). Im September 2014 schied er bei der nationalen Jugendmeisterschaft in der Freien Pyramide im Semifinale gegen Maksym Ossytschnjuk (3:5) aus. Zwei Wochen später gelang ihm im Viertelfinale der Jugend-WM gegen Ossytschnjuk die Revanche (6:0). Kljestow zog schließlich ins Finale ein und wurde durch einen 6:3-Sieg gegen den Belarussen Uladsislau Kurta Jugendweltmeister. Wenige Tage später wurde er zum ersten Mal ukrainischer Meister bei den Erwachsenen, nachdem er im Endspiel der Freie-Pyramide-Meisterschaft Pawlo Radionow mit 6:2 besiegt hatte. Zuvor war er nie über das Achtelfinale hinaus gekommen. Im November spielte er seine erste Weltmeisterschaft bei den Erwachsenen, die Freie-Pyramide-WM 2014, bei der er nach einer 3:5-Auftaktniederlage gegen den späteren Turniersieger Serghei Krîjanovski sein zweites Vorrundenspiel gegen Bolorkhuu Erdene mit 5:1 gewann, bevor er knapp gegen Sergei Goryslawez (4:5) ausschied. Ende des Jahres gewann er erneut den ukrainischen Jugendpokal.
Im Juli 2015 erzielte Kljestow mit einem dritten Platz sein bis dahin bestes Ergebnis im ukrainischen Pokal. Im September 2015 gewann er durch einen 4:3-Finalsieg gegen Ihor Lytowtschenko die Meisterschaft der Oblast Kyjiw in der Dynamischen Pyramide.  Bei den nationalen Meisterschaften der Jugendlichen war er 2015 in der Dynamischen Pyramide Dritter geworden und Zweiter im Triathlon. Bei der Freie-Pyramide-Jugend-WM 2015 schied Kljestow als Titelverteidiger bereits in der Vorrunde aus, nachdem er das entscheidende Vorrundenspiel gegen Artjom Balow verloren hatte. Im Oktober 2015 nahm Kljestow erstmals am Savvidi Cup teil, dem am höchsten dotierten Turnier im Pyramidenbillard, und gelangte dort bis ins Achtelfinale, nachdem er unter anderem den zweimaligen Weltmeister Jewgeni Stalew besiegt hatte. In der Runde der letzten 16 unterlag er dem Russen Dmitri Storoschenko (2:5). Wenige Tage später gewann er im Finale gegen Jurij Smyrnow (5:2) die Meisterschaft der Oblast Kyjiw in der Freien Pyramide. Nachdem er bei der ukrainischen Freie-Pyramide-Meisterschaft als Titelverteidiger im Achtelfinale gegen Wolodymyr Perkun ausgeschieden war, schied er bei der Freie-Pyramide-WM 2015 mit einer 3:7-Auftaktniederlage gegen Nikita Liwada, den Weltmeister von 2013, aus.
Anfang 2016 zog Kljestow im ukrainischen Pokal erstmals ins Endspiel ein und verlor nur knapp gegen Wladyslaw Kossohow (5:6). Im weiteren Verlauf des Jahres wendete er sich verstärkt dem Poolbillard zu, gewann im Pyramidenbillard aber dennoch einige kleinere Turniere in Kyjiw. Sein bestes Ergebnis auf nationaler Ebene war in diesem Jahr das Erreichen des Achtelfinales bei der ukrainischen Freie-Pyramide-Meisterschaft. Im November 2016 nahm er erstmals am Kremlin Cup in Moskau teil und erreichte dort die Runde der letzten 64. Zwei Wochen später erreichte er bei den Lviv Open das Halbfinale. Beim Finalturnier des ukrainischen Pokals 2016 schied er im Achtelfinale aus.
Im Februar 2017 gewann Kljestow durch einen 5:3-Finalsieg gegen Wladyslaw Prochorenko die ukrainische Studentenmeisterschaft in der Freien Pyramide. Im März gelang ihm sein erster Turniersieg im ukrainischen Pokal, als er im Finale des Auftaktturniers 2017 Jurij Smyrnow mit 7:5 besiegte. Zwei Wochen später erreichte er bei den UBA Open das Halbfinale und verlor gegen den späteren Turniersieger Wolodymyr Perkun. Im Mai erreichte er beim Moskauer Bürgermeisterpokal die Runde der letzten 64. Im August 2017 wurde Kljestow zum zweiten Mal nationaler Meister, als er sich im Finale der ukrainischen Dynamische-Pyramide-Meisterschaft mit 6:2 gegen Bohdan Rybalko durchsetzte. Ende des Jahres schied er beim Finalturnier des ukrainischen Pokals erneut im Achtelfinale aus.
Innerhalb von zwei Wochen gelangen Kljestow im Februar 2018 drei Turniersiege. Zunächst gewann er die Meisterschaft der Oblast Kyjiw in der Kombinierten Pyramide. Anschließend gewann er zum ersten Mal die ukrainische Kombinierte-Pyramide-Meisterschaft, nachdem er im Finale Wolodymyr Perkun mit 6:5 besiegt hatte. Zuletzt gelang ihm bei der ukrainischen Studentenmeisterschaft in der Freien Pyramide mit einem 6:3-Sieg im Endspiel gegen Jurij Smyrnow die Titelverteidigung. Im April 2018 erreichte er zum ersten Mal das Achtelfinale einer Weltmeisterschaft. Bei seiner ersten Teilnahme an der Dynamische-Pyramide-WM besiegte er Kairat Ongonussow und Vasif Məmmədov, bevor er in der Runde der letzten 16 dem späteren Finalisten Iossif Abramow mit 2:6 unterlag. Wenig später erreichte er beim Bürgermeisterpokal in Moskau die Runde der letzten 32 und gewann im Endspiel gegen Wolodymyr Perkun (16:6) den UBA-Pokal 2018. Bei der ukrainischen Meisterschaft in der Dynamischen Pyramide gelang ihm 2018 nach seinem Vorjahressieg erneut der Finaleinzug, diesmal musste er sich jedoch Oleksandr Istomin mit 5:7 geschlagen geben. Beim ukrainischen Pokal in der Kombinierten Pyramide erreichte er das Halbfinale und beim Savvidi Cup 2018 zog er ins Viertelfinale ein, in dem er dem Usbeken Nodirbek Mirzayev nur knapp mit 4:5 unterlag. Im November 2018 erreichte er bei der Freie-Pyramide-WM die Runde der letzten 32, in der er gegen Oleg Jerkulew (0:7) verlor. Ende des Jahres gewann er durch einen 7:6-Sieg im Finale gegen Artur Piwtschenko erstmals den ukrainischen Pokal in der Freien Pyramide.
Nachdem er bei der ukrainischen Kombinierte-Pyramide-Meisterschaft 2019 als Titelverteidiger im Achtelfinale gegen seinen Nachfolger Mykyta Homenjuk (0:5) ausgeschieden war, gewann Kljestow im Februar 2019 im Endspiel gegen Danylo Howtwa (7:6) zum dritten Mal in Folge die ukrainische Studentenmeisterschaft in der Freien Pyramide. Kurz darauf erreichte er bei der Kombinierte-Pyramide-WM das Sechzehntelfinale und verlor mit 5:6 gegen Vladimir Reyes. Im März 2019 gewann er durch einen 5:2-Finalsieg gegen Jurij Smyrnow die Elite Profi Open in Winnyzja. Beim Moskauer Bürgermeisterpokal 2019 erreichte er das Achtelfinale. Bei der Freie-Pyramide-WM 2019 gelangte er in die Runde der letzten 32 und verlor nur knapp gegen Jauhen Saltouski (5:6). Ende August 2019 zog er bei der ukrainischen Dynamische-Pyramide-Meisterschaft zum dritten Mal in Folge ins Endspiel ein und sicherte sich durch einen 6:5-Sieg gegen Wladyslaw Denyssow zum zweiten Mal den Titel. Zwei Wochen später gewann er im Finale gegen Wolodymyr Perkun mit 6:2 erstmals den ukrainischen Pokal in der Kombinierten Pyramide. Kurz darauf erzielte er seinen bis dahin größten internationalen Erfolg, als er beim Kremlin Cup in Moskau ins Finale einzog, nachdem er unter anderem Vladimir Reyes, Pawlo Radionow und Jauhen Saltouski besiegt hatte. Im Endspiel musste er sich jedoch dem zweimaligen Weltmeister Iossif Abramow mit 1:5 geschlagen geben. Beim Savvidi Cup 2019 folgte hingegen in der Runde der letzten 48 gegen Wolodymyr Perkun ein frühes Aus.
Im Januar 2020 fand im belarussischen Hrodna das Auftaktturnier der Baltic Pyramid League statt. Durch einen 5:1-Finalsieg gegen Uladsislau Bulyka gewann Kljestow dieses Turnier. Im Februar 2020 musste sich Kljestow bei der ukrainischen Studentenmeisterschaft in der Freien Pyramide nach drei Meistertiteln in Folge nun im Halbfinale Wladyslaw Denyssow mit 4:5 geschlagen geben. Wenig später erreichte er beim Heraldic Cup das Halbfinale. Im Juli 2020 wurde Kljestow zum zweiten Mal ukrainischer Meister in der Kombinierten Pyramide, als er im Finale Bohdan Schuhalej mit 6:4 besiegte. Es war sein insgesamt fünfter nationaler Meistertitel. Im weiteren Verlauf des Jahres erreichte er unter anderem das Halbfinale beim Vertical Cup und dreimal das Endspiel; beim Star-Turnier verlor er gegen Mykyta Homenjuk (1:5), beim Imperial-Pokal gegen Wladyslaw Wolyk (3:4) und beim Finalturnier des UBA-Pokals gegen Dmytro Biloserow (9:10).
Anfang 2021 schied Kljestow bei den ukrainischen Meisterschaften in der Kombinierten Pyramide und in der Dynamischen Pyramide im Achtelfinale aus. Daneben gewann er 2021 zwei kleinere Turniere in Kyjiw und erreichte bei den Odessa Open die Runde der letzten 32, in der er dem Weltmeister Jernar Tschimbajew mit 1:4 unterlag.
Zu Beginn des Jahres 2022 gewann Kljestow durch einen 7:1-Finalsieg gegen Illja Nepyjpywo das dritte Turnier des UBA-Pokals 2022/23 und zog beim Auftaktturnier des ukrainischen Pokals in der Kombinierten Pyramide ins Endspiel ein, in dem er Oleh Haluschko mit 4:6 unterlag. Nach Beginn des russischen Überfalls auf die Ukraine wurden ab Mai 2022 in Kyjiw regelmäßig Benefizturniere zugunsten der ukrainischen Streitkräfte ausgetragen, von denen Kljestow mehrere gewann und mehrmals im Finale auf seine Ehefrau Anna Kljestowa traf. Daneben erreichte er 2022 das Halbfinale beim ukrainischen Unabhängigkeitspokal und bei einem Turnier des ukrainischen Pokals.
Anfang 2023 zog er bei drei Turnieren ins Endspiel ein. Während er beim B2B-Pokal und beim ukrainischen Kombinierte-Pyramide-Pokal Wolodymyr Perkun beziehungsweise Oleh Haluschko besiegte, musste sich Kljestow bei den Kamelot Open Wolodymyr Perkun mit 3:5 geschlagen geben. Nachdem er bei den folgenden Turnieren nicht über das Viertelfinale hinausgekommen war, gewann Kljestow im Herbst 2023 im Endspiel gegen Jurij Smyrnow das Play-off des UBA-Pokals sowie durch Finalsiege gegen Wolodymyr Perkun und den ehemaligen Weltmeister Dmytro Biloserow zwei Turniere des ukrainischen Pokals in der Freien Pyramide.
Nachdem Kljestow beim Blitzturnier 2024 im Endspiel gegen Wladyslaw Wyschnewskyj (5:6) verloren hatte, wurde er im Februar 2024 durch einen 6:1-Finalsieg gegen Fedir Schdanow zum dritten Mal ukrainischer Meister in der Disziplin Kombinierte Pyramide. Im selben Jahr folgten mehrere weitere Turniersiege, er gewann unter anderem den Platon-Pokal, das Swjatoslaw-Turnier, die Kamelot Open, zum zweiten Mal in Folge das Finalturnier des ukrainischen Freie-Pyramide-Pokals und den Donezk-Pokal.
Anfang 2025 gewann Kljestow im Finale gegen Andrij Jakowljew erneut den Donezk-Pokal, wohingegen er sich beim Platon-Pokal im Endspiel Wladyslaw Prochorenko mit 53:60 geschlagen geben musste.

### Poolbillard
Nachdem er bei der Kyjiwer Stadtmeisterschaft 2016 im 14/1 endlos den dritten Platz erreicht hatte, erzielte Kljestow im März 2016 seinen bis dahin größten Erfolg im Poolbillard, als er durch einen Finalsieg gegen Witalij Pazura (100:77) den ukrainischen Pokal im 14/1 endlos gewann. Einen Monat später spielte er in Minsk zum ersten Mal bei einem Turnier der Baltic Pool League mit und verpasste nur knapp den Einzug ins Achtelfinale. Im Sommer 2016 gelangte er beim ukrainischen 9-Ball-Pokal ins Endspiel, musste sich diesmal jedoch Witalij Pazura (0:8) klar geschlagen geben. Ende des Jahres erreichte er beim 14/1-endlos-Wettbewerb der ukrainischen Meisterschaft 2016 das Viertelfinale.
Beim ukrainischen 14/1-endlos-Pokal 2018 erreichte er das Halbfinale und verlor gegen Danylo Kaljajew. Im Dezember 2019 gewann Kljestow seine erste Medaille bei der nationalen Meisterschaft, als er im 14/1 endlos das Halbfinale erreichte, in dem er dem späteren ukrainischen Meister Danylo Kaljajew mit 5:75 unterlag. Wenige Tage später erreichte er beim 9-Ball-Wettbewerb das Viertelfinale und verlor nur knapp gegen den späteren Turniersieger Witalij Pazura (5:6). Ein Jahr später trat er lediglich im 14/1 endlos an und scheiterte in der Vorrunde.
Bei der ukrainischen Meisterschaft 2022 trat Kljestow in den Disziplinen 14/1 endlos und 9-Ball an und gewann seine ersten beiden Meistertitel im Poolbillard; im Finale traf er jeweils auf Dmytro Ossypenko, gegen den er sich im 14/1 endlos mit 100:32 und im 9-Ball mit 8:1 durchsetzte.
Im Frühjahr 2023 gewann er zum zweiten Mal ein Turnier des ukrainischen Pokals, diesmal besiegte er im 10-Ball-Finale Mykola Nykyforow mit 7:3. Beim 8-Ball-Pokal 2023 gelang ihm im Endspiel gegen Mykola Sywochin (6:2) ein weiterer Turniersieg. Im Dezember 2023 wurde Kljestow als dritter Spieler nach Artem Koschowyj und Witalij Pazura in allen vier Disziplinen ukrainischer Meister; nachdem er sich im 14/1 endlos gegen Dmytro Ossypenko (100:47) durchgesetzt hatte, gewann er im 10-Ball gegen Chawa Dschosef (7:0), im 8-Ball gegen Oleksandr Pylyptschuk (6:0) und besiegte schließlich im 9-Ball-Finale Mykola Sywochin (7:2).
Nachdem Kljestow 2024 in den Disziplinen 14/1 endlos und 10-Ball zwei weitere Turniere im ukrainischen Pokal gewonnen hatte, wurde er im Februar 2025 durch einen 75:11-Finalsieg gegen Mykola Sywochin zum dritten Mal in Folge ukrainischer Meister im 14/1 endlos.

### Snooker
Im Snooker nahm Kljestow 2008 mit 11 Jahren erstmals an der ukrainischen Meisterschaft der Erwachsenen teil und schied mit einem Sieg aus drei Spielen in der Vorrunde aus. In den folgenden Jahren spielte er nur vereinzelt einige kleinere Snookerturniere. Bei seiner zweiten Teilnahme an der nationalen Meisterschaft im Jahr 2016 erreichte er die Runde der letzten 32, in der er gegen Witalij Pazura (1:3) verlor. Im Juli 2018 zog er bei der ukrainischen Meisterschaft der U21-Junioren ins Endspiel ein, in dem er Julian Bojko mit 0:2 unterlag. Im Mai 2019 belegte er bei der Kyjiwer Stadtmeisterschaft den dritten Rang, nachdem er im Halbfinale gegen Julian Bojko (2:3) ausgeschieden war.
Nach Beginn des russischen Überfalls auf die Ukraine wurden ab Mai 2022 in Kyjiw regelmäßig Snooker-Benefizturniere zugunsten der ukrainischen Streitkräfte ausgetragen, von denen Kljestow mehrere gewann. Im August 2022 zog er beim ukrainischen Unabhängigkeitspokal ins Endspiel ein, in dem er Wladyslaw Wyschnewskyj mit 3:4 unterlag. Nachdem er im September die Superliha gewonnen hatte, erreichte er im Oktober 2022 bei der ukrainischen Meisterschaft erstmals das Viertelfinale, in dem er gegen Denys Chmelewskyj verlor.
Im Mai 2023 gewann Kljestow durch einen Finalsieg gegen Mychajlo Larkow die ukrainische Shoot-Out-Meisterschaft. Nachdem er bei der Mannschaftsmeisterschaft gemeinsam mit Dmytro Ossypenko das Finale gegen Matwij Lahodsynskyj und Petro Sydorenko verloren hatte, schied er beim ukrainischen Unabhängigkeitspokal im Halbfinale gegen den späteren Turniersieger Matwij Lahodsynskyj aus.
Im Mai 2024 wurde Kljestow durch einen 5:4-Finalsieg gegen Jurij Semko ukrainischer Meister in der Variante 6-Red-Snooker. Nachdem er bei der Mannschaftsmeisterschaft gemeinsam mit Dmytro Ossypenko die Bronzemedaille gewonnen hatte, zog er beim ukrainischen Unabhängigkeitspokal ins Endspiel ein, in dem er sich Mychajlo Larkow mit 1:5 geschlagen geben musste.

## Erfolge
Pyramide
| Ergebnis | Jahr   | Turnier                                | Finalgegner            | Endstand |
| -------- | ------ | -------------------------------------- | ---------------------- | -------- |
| Sieger   | 2012   | Hermes Open Cup                        | Wladyslaw Buwalez      | 6:3      |
| Sieger   | 2014   | Jugendweltmeisterschaft (Fr. Pyr.)     | Uladsislau Kurta       | 6:3      |
| Sieger   | 2014   | Ukrainische Meisterschaft (Fr. Pyr.)   | Pawlo Radionow         | 6:2      |
| Finalist | 2016/1 | Ukrainischer Pokal (Fr. Pyr.)          | Wladyslaw Kossohow     | 5:6      |
| Sieger   | 2017/1 | Ukrainischer Pokal (Fr. Pyr.)          | Jurij Smyrnow          | 7:5      |
| Sieger   | 2017   | Ukrainische Meisterschaft (Dyn. Pyr.)  | Bohdan Rybalko         | 6:2      |
| Sieger   | 2018   | Ukrainische Meisterschaft (Komb. Pyr.) | Wolodymyr Perkun       | 6:5      |
| Sieger   | 2018   | UBA-Pokal                              | Wolodymyr Perkun       | 16:6     |
| Finalist | 2018   | Ukrainische Meisterschaft (Dyn. Pyr.)  | Oleksandr Istomin      | 5:7      |
| Sieger   | 2018   | Ukrainischer Pokal (Fr. Pyr.)          | Artur Piwtschenko      | 6:7      |
| Sieger   | 2019   | Elite Profi Open                       | Jurij Smyrnow          | 5:2      |
| Sieger   | 2019   | Ukrainische Meisterschaft (Dyn. Pyr.)  | Wladyslaw Denyssow     | 6:5      |
| Sieger   | 2019   | Ukrainischer Pokal (Komb. Pyr.)        | Wolodymyr Perkun       | 6:2      |
| Finalist | 2019   | Kremlin Cup                            | Iossif Abramow         | 1:5      |
| Sieger   | 2020/1 | Baltic Pyramid League                  | Uladsislau Bulyka      | 5:1      |
| Sieger   | 2020   | Ukrainische Meisterschaft (Komb. Pyr.) | Bohdan Schuhalej       | 6:4      |
| Finalist | 2020   | Star-Turnier                           | Mykyta Homenjuk        | 1:5      |
| Finalist | 2020   | Imperial-Pokal                         | Wladyslaw Wolyk        | 3:4      |
| Finalist | 2020   | UBA-Pokal – Finalturnier               | Dmytro Biloserow       | 9:10     |
| Sieger   | 2022/3 | UBA-Pokal                              | Illja Nepyjpywo        | 7:1      |
| Finalist | 2022/1 | Ukrainischer Pokal (Komb. Pyr.)        | Oleh Haluschko         | 4:6      |
| Sieger   | 2023   | B2B-Pokal                              | Wolodymyr Perkun       | 6:1      |
| Sieger   | 2023   | Ukrainischer Pokal (Komb. Pyr.)        | Oleh Haluschko         | 6:3      |
| Finalist | 2023   | Kamelot Open                           | Wolodymyr Perkun       | 3:5      |
| Sieger   | 2023/3 | Ukrainischer Pokal (Fr. Pyr.)          | Wolodymyr Perkun       | 64:26    |
| Sieger   | 2023   | UBA-Pokal – Play-off                   | Jurij Smyrnow          | 99:83    |
| Sieger   | 2023   | Ukrainischer Pokal (Fr. Pyr.) – Finale | Dmytro Biloserow       | 64:53    |
| Finalist | 2024   | Blitzturnier                           | Wladyslaw Wyschnewskyj | 5:6      |
| Sieger   | 2024   | Ukrainische Meisterschaft (Komb. Pyr.) | Fedir Schdanow         | 6:1      |
| Finalist | 2024/1 | Ukrainischer Pokal (Fr. Pyr.)          | Wladyslaw Jelenytsch   | 29:80    |
| Sieger   | 2024   | Platon-Pokal                           | Pawlo Radionow         | 4:0      |
| Sieger   | 2024   | Swjatoslaw-Turnier                     | Wolodymyr Perkun       | 6:2      |
| Sieger   | 2024   | Kamelot Open                           | Oleksandr Dychan       | 5:3      |
| Sieger   | 2024   | Ukrainischer Pokal (Fr. Pyr.) – Finale | Oleh Haluschko         | 80:25    |
| Sieger   | 2024   | Donezk-Pokal                           | Wolodymyr Perkun       | 4:3      |
| Sieger   | 2025/1 | Donezk-Pokal                           | Andrij Jakowljew       | 4:3      |
| Finalist | 2025   | Platon-Pokal                           | Wladyslaw Prochorenko  | 53:60    |

Poolbillard
| Ergebnis | Jahr | Turnier                                 | Finalgegner           | Endstand |
| -------- | ---- | --------------------------------------- | --------------------- | -------- |
| Sieger   | 2016 | Ukrainischer Pokal (14/1 endlos)        | Witalij Pazura        | 100:77   |
| Finalist | 2016 | Ukrainischer Pokal (9-Ball)             | Witalij Pazura        | 0:8      |
| Sieger   | 2022 | Ukrainische Meisterschaft (14/1 endlos) | Dmytro Ossypenko      | 100:32   |
| Sieger   | 2022 | Ukrainische Meisterschaft (9-Ball)      | Dmytro Ossypenko      | 8:1      |
| Sieger   | 2023 | Ukrainischer Pokal (10-Ball)            | Mykola Nykyforow      | 7:3      |
| Sieger   | 2023 | Ukrainischer Pokal (8-Ball)             | Mykola Sywochin       | 6:2      |
| Sieger   | 2023 | Ukrainische Meisterschaft (14/1 endlos) | Dmytro Ossypenko      | 100:47   |
| Sieger   | 2023 | Ukrainische Meisterschaft (10-Ball)     | Chawa Dschosef        | 7:0      |
| Sieger   | 2023 | Ukrainische Meisterschaft (8-Ball)      | Oleksandr Pylyptschuk | 6:0      |
| Sieger   | 2023 | Ukrainische Meisterschaft (9-Ball)      | Mykola Sywochin       | 7:2      |
| Sieger   | 2024 | Ukrainischer Pokal (14/1 endlos)        | Mykola Sywochin       | 100:21   |
| Sieger   | 2024 | Ukrainischer Pokal (10-Ball)            | Dmytro Ossypenko      | 7:2      |
| Sieger   | 2025 | Ukrainische Meisterschaft (14/1 endlos) | Mykola Sywochin       | 75:11    |

Snooker-Einzelerfolge
| Ergebnis | Jahr | Turnier                               | Finalgegner            | Endstand |
| -------- | ---- | ------------------------------------- | ---------------------- | -------- |
| Finalist | 2018 | Ukrainische U21-Meisterschaft         | Julian Bojko           | 0:2      |
| Finalist | 2022 | Ukrainischer Unabhängigkeitspokal     | Wladyslaw Wyschnewskyj | 3:4      |
| Sieger   | 2022 | Superliha                             | Petro Sydorenko        | (1:3) 1  |
| Sieger   | 2023 | Ukrainische Meisterschaft (Shoot-Out) | Mychajlo Larkow        | 1:0      |
| Sieger   | 2024 | Ukrainische Meisterschaft (6-Red)     | Jurij Semko            | 5:4      |
| Finalist | 2024 | Ukrainischer Unabhängigkeitspokal     | Mychajlo Larkow        | 1:5      |

Snooker-Mannschaftserfolge
| Ergebnis | Jahr | Turnier                   | Teampartner      | Finalgegner                         | Endstand |
| -------- | ---- | ------------------------- | ---------------- | ----------------------------------- | -------- |
| Finalist | 2023 | Ukrainische Meisterschaft | Dmytro Ossypenko | Matwij Lahodsynskyj Petro Sydorenko | 0:3      |

## Teilnahmen an Weltmeisterschaften
| Disziplin            | 2014 | 2015 | 2016 | 2017  | 2018  | 2019  | 2020  | 2021  |
| -------------------- | ---- | ---- | ---- | ----- | ----- | ----- | ----- | ----- |
| Freie Pyramide       | R    | L64  | –    | n. a. | L32   | L32   | n. a. | –     |
| Dynamische Pyramide  | –    | –    | –    | n. a. | A     | n. a. | n. a. | n. a. |
| Kombinierte Pyramide | –    | –    | –    | –     | n. a. | L32   | n. a. | n. a. |
| Quelle:              |      |      |      |       |       |       |       |       |

| Legende | Legende                               |
| ------- | ------------------------------------- |
| S       | Sieger                                |
| F       | Finalist                              |
| HF / H  | Halbfinalist                          |
| VF / V  | Viertelfinalist                       |
| AF / A  | Achtelfinalist                        |
| LX      | Niederlage in der Runde der letzten X |
| R2      | Niederlage in Runde 2                 |
| R       | Vorrundenaus/Niederlage in Runde 1    |
| –       | nicht teilgenommen                    |
| n. a.   | nicht ausgetragen                     |